# Visitatrici parrocchiali di Maria Immacolata
Le Visitatrici Parrocchiali di Maria Immacolata (in inglese Parish Visitors of Mary Immaculate) sono un istituto religioso femminile di diritto pontificio: le suore di questa congregazione pospongono al loro nome la sigla P.V.M.I.

## Storia
La congregazione fu fondata a New York da Julia Theresa Tallon, già suora della congregazione della Santa Croce di Notre Dame.
In occasione del censimento dei fedeli delle parrocchie dell'arcidiocesi di New York del 1919, la Tallon pensò di organizzare una comunità di religiose che si occupasse di visitare ed evangelizzare le famiglie: la nuova congregazione, detta delle Visitatrici parrocchiali di Maria Immacolata, ebbe inizio il 15 agosto 1920.
Il 25 aprile 1927 l'istituto ottenne l'approvazione diocesana dal cardinale Patrick Joseph Hayes, arcivescovo di New York; l'approvazione pontificia giunse il 21 novembre 1985.

## Attività e diffusione
Le suore si dedicano all'apostolato nelle famiglie e all'insegnamento religioso ai bambini.
Oltre che negli Stati Uniti d'America, sono presenti in Nigeria e nelle Filippine; la sede generalizia è a Monroe.
Alla fine del 2008 la congregazione contava 54 religiose in 9 case.